# Voalavo
Voalavo (Carleton & Goodman, 1998) è un genere di roditori della famiglia dei Nesomiidi.

## Descrizione

### Dimensioni
Al genere Voalavo appartengono roditori di piccole dimensioni, con lunghezza della testa e del corpo tra 86 e 91 mm, la lunghezza della coda tra 106 e 126 mm e un peso fino a 23,5 g.

### Caratteristiche craniche e dentarie
Il cranio è delicato e presenta un rostro lungo e sottile, le placche zigomatiche sono strette, la regione inter-orbitale è corta e stretta. I fori palatali sono di lunghezza media. Gli incisivi sono ortodonti, giallognoli o arancioni chiari. Gli incisivi inferiori presentano sulla superficie anteriori diverse creste longitudinali. I molari hanno una corona alta e le cuspidi modificate in lamine trasversali.
Sono caratterizzati dalla seguente formula dentaria:

### Aspetto
La pelliccia è corta, soffice, densa e fine. Le parti dorsali sono grigio-brunastre cosparse di peli nerastri più lunghi, mentre le parti ventrali sono grigio scure con le punte dei peli bianche. Le orecchie sono corte, rotonde e finemente ricoperte di peli. I pollici hanno un'unghia appiattita, i piedi sono corti e larghi con il quinto dito relativamente allungato. Le piante hanno sei cuscinetti carnosi. La coda è più lunga della testa e del corpo ed è cosparsa di piccoli peli. Le femmine hanno un paio di mammelle post-ascellari e due inguinali.

## Distribuzione
Sono roditori arboricoli endemici del Madagascar.

## Tassonomia
Il genere comprende 2 specie.
- Voalavo antsahabensis
- Voalavo gymnocaudus